# Ермаковское сельское поселение (Тарский район)
Ермаковское се́льское поселе́ние — муниципальное образование в Тарском районе Омской области Российской Федерации.
Административный центр — село Ермаковка.

## История
Статус и границы сельского поселения установлены Законом Омской области от 30 июля 2004 года № 548-ОЗ «О границах и статусе муниципальных образований Омской области»

## Население
| 2010 | 2011 | 2012 | 2013 | 2014 | 2015 | 2016 |
| ---- | ---- | ---- | ---- | ---- | ---- | ---- |
| 572  | ↘570 | ↘532 | ↘519 | ↘505 | ↘490 | ↘478 |
| 2017 | 2018 | 2019 | 2020 | 2021 | 2023 |      |
| ↘477 | ↘450 | ↘436 | ↘430 | ↘354 | ↘344 |      |

## Состав сельского поселения
| № | Населённый пункт | Тип населённого пункта       | Население |
| - | ---------------- | ---------------------------- | --------- |
| 1 | Ермаковка        | село, административный центр | ↘400      |
| 2 | Новоермаковка    | деревня                      | ↘97       |
| 3 | Роднички         | посёлок                      | ↘52       |
| 4 | Сидоровка        | деревня                      | ↘23       |